# 大野勢太郎の日曜昼型ラジオ
『大野勢太郎の日曜昼型ラジオ』（おおのせいたろうのにちようひるがたラジオ）は文化放送で、2005年4月3日から2006年4月2日
（スタート当初から1年間限定で開始）までの毎週日曜日に放送したラジオ番組。

## 放送時間
- 毎週日曜日13:00 - 16:00（JST）

## パーソナリティ
- 大野勢太郎（フリーアナウンサー、元文化放送アナウンサー）
- 野中直子（放送当時、文化放送アナウンサー）

## タイムテーブル
- 13:00：オープニング
- 13:15：ロッテアフタヌーンレポート
- 13:25：スポーツ&ミュージック
- 13:30：ドライブユアサンデー
- 13:40：スポーツ&ミュージック
- 13:50：ニュース・天気予報・交通情報
- 14:00：そこが聞きたい
- 14:20：スポーツ&ミュージック
- 14:35：音の音楽紀行
- 14:45：宏子先生の動物クリニック（2006年4月以降は「千田正穂のありがとう!」へ枠移動）
- 14:58：交通情報
- 15:00：ミュージックタイムトンネル
- 15:15：スポーツ&ミュージック
- 15:30：競馬中継 - 主に中央競馬のメインレースを中継していた。関西のメインレースについては、ラジオ大阪からのネットワーク受けを行っていた。
- 15:52：交通情報・エンディング